# Parc national d'Hirkan

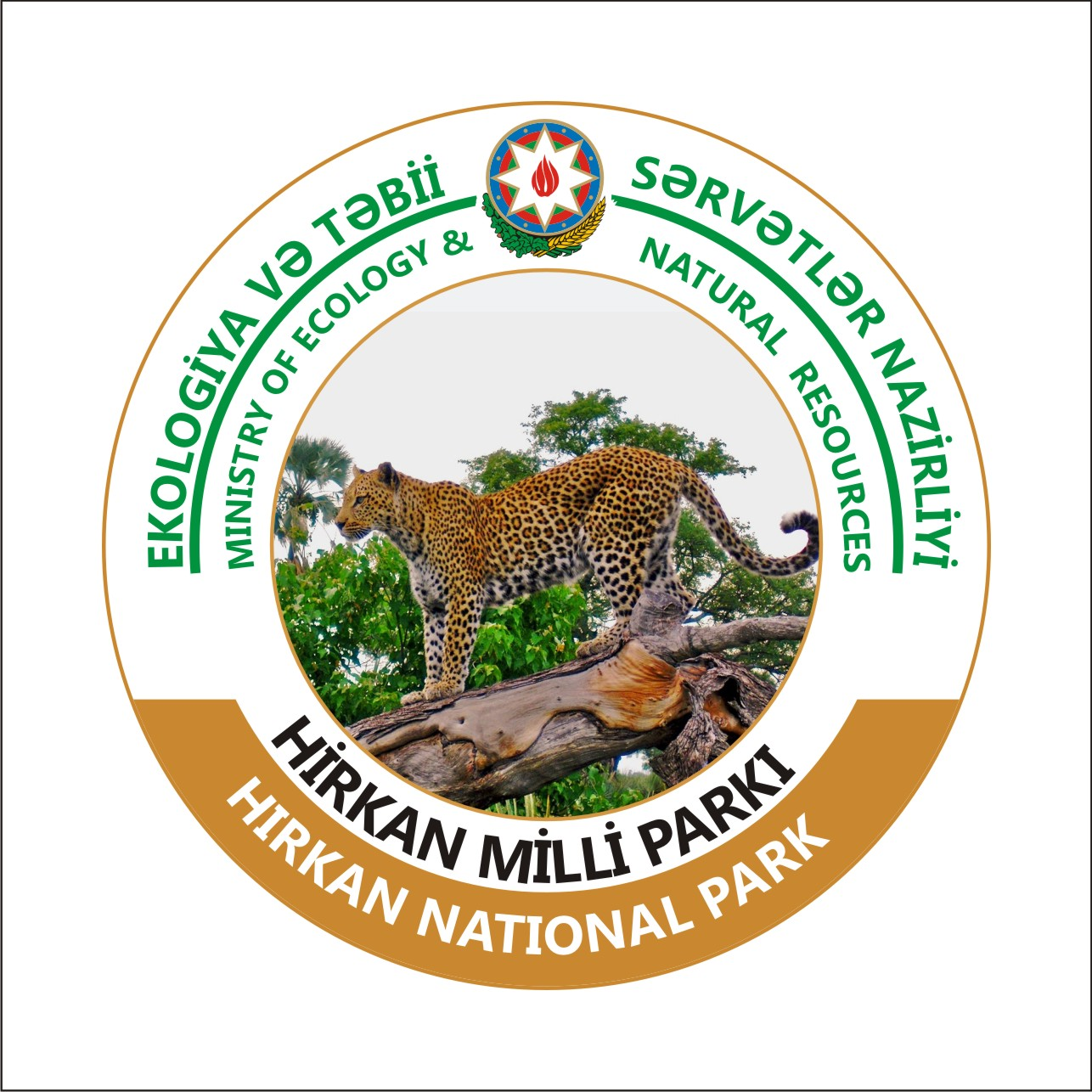
Le parc national d’Hirkan.

Le parc national de Hirkan (en azéri : Hirkan Milli Parkı) - est un parc national de l’Azerbaïdjan. Il a été créé par décret du président de l'Azerbaïdjan, Ilham Aliyev, dans une zone des districts administratifs de rayon de Lankaran et de rayon d'Astara, le 9 février 2004, sur la base de l'ancienne « réserve d'État d’Hirkan », sur une surface de 29 760 hectares (297,6 km2). Il a été étendu par décret présidentiel le 23 avril 2008 de 29 760 hectares (297,6 km2) à 40 358 hectares (403,58 km2).
La région du parc national d’Hirkan est recouverte à 99% de forêts situées dans une région principalement montagneuse et est strictement protégée. Il s'agit de l'une des plus grandes forêts contiguës en Azerbaïdjan, qui ne soit interrompue par aucun peuplement ou pâturage.
Le parc national d’Hirkan protège les forêts humides subtropicales et tempérées humides de la région des basses terres de Lankaran et des monts Talysh, abritant de nombreuses espèces animales et végétales endémiques.
L’écosystème du parc national d’Hirkan appartient à l’écorégion de forêts mixtes hyrcaniennes (Hirkan) de la mer Caspienne, une zone de forêts de plaine et de platanes luxuriantes à feuilles caduques (forêts pluviales tempérées et subtropicales) qui recouvre complètement les montagnes de Talysh et couvrent partiellement les basses terres du Lankaran.

## Climat
Le parc national d’Hirkan connaît normalement une très forte humidité et des précipitations tout au long de l’année, allant de 1 400 à 1 600 mm par an dans les basses terres à 1 800 mm par an en montagne. Les précipitations annuelles maximales sont les précipitations les plus élevées en Azerbaïdjan. Le parc national de Hirkan a un climat subtropical humide dans les basses terres, un climat océanique à la moyenne altitude et un climat continental humide au sommet des montagnes.
La variété des altitudes, les précipitations abondantes et la présence de forêts anciennes donnent au parc une richesse inhabituelle en biote.

## Faune et flore

### Flore
Cette zone conserve de nombreuses espèces de plantes endémiques, vestiges de la période tertiaire, qui n'étaient pas affectées par les glaciations du Pliocène et du Pléistocène.
Les forêts hyrcaniennes (Hirkan) de la mer Caspienne regroupent 150 espèces d'arbres et d'arbustes endémiques sur 435 espèces d'arbres et d'arbustes. Certaines espèces d’arbres endémiques sont le buis hyrcanien, le poirier du Caucase, l’acacia de Lankaran, le chêne à feuilles de châtaignier, le chêne du Caucasien, frêne européen, charme européen, charme oriental, hêtre d'Orient, arbre de la locustie de la Caspienne , Aulne du Caucase, aulne noir, peuplier blanc, noisetier du Caucase, bois persan, zelkova du Caucase, érable velours, érable de Cappadoce, tilleul du Caucase, cerisier sauvage, arbre de service sauvage, châtaigne, parmi beaucoup d’autres.

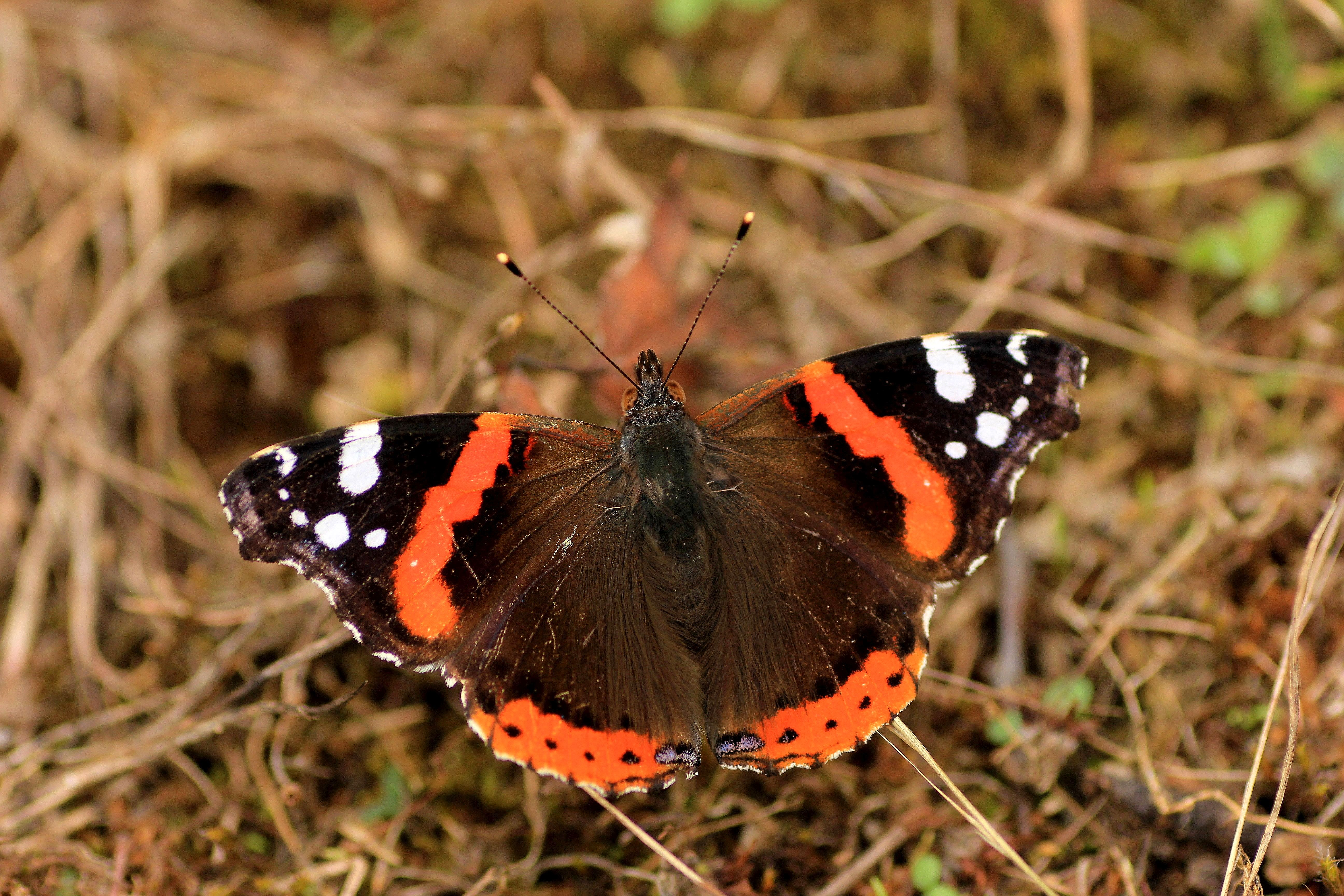
Un papillon au parc national d'Hirkan.

### Faune
Il existe plusieurs sous-espèces d'oiseaux endémiques, dont celle de la mésange caspienne ; les sous-espèces de faisan du Caucase du faisan commun des monts Talych sont courantes.
Le tigre de la mer Caspienne parcourait autrefois ces montagnes, mais il est maintenant éteint. Les autres grands mammifères sont le léopard persan, le lynx, l’ours brun, le sanglier, renard roux, chevreuil, blaireau, loutre, etc.
La sous-espèce de léopards persans vit dans les régions méridionales de l'Azerbaïdjan, principalement dans les monts Talysh, le Haut-Karabakh et le Nakhitchevan. Malgré des observations occasionnelles, il n'était pas clair si les léopards s'étaient éteints en Azerbaïdjan à la fin des années 1990 jusqu'à ce qu'une espèce soit filmée, en mars 2007, dans le parc national d’Hirkan.

## Expansion et reboisement
Le parc national de Hirkan a été créé en 2004, sur la base de la réserve d’État d’Hirkan qu’il remplaçait sur une superficie de 29 760 hectares (297,6 km2). Il a été agrandi, en 2008, pour atteindre 40 358 hectares (403,58 km2).
La plaine du parc national de Hirkan (« forêt de Moscou ») se situe dans les basses terres du Lankaran. La forêt de Moscou est la seule partie préservée des forêts mixtes hyrcaniennes de la mer Caspienne qui couvraient la majeure partie des basses terres, qui ont ensuite été défrichées pour l'agriculture. Cependant, il existe un programme de reboisement des basses terres, sur un terrain non forestier désigné, qui est la seule terre non cultivée de la plaine, afin (en partie parce que les basses terres de Lankaran sont beaucoup trop précieuses pour leur productivité agricole pour l'Azerbaïdjan, être abandonné pour le reboisement) restaure l’écologie à son état antérieur de forêt. Ce lot deviendra la deuxième forêt dans les basses terres après la forêt de Moscou et, une fois reboisé, il deviendra une partie supplémentaire du parc national de Hirkan dans les basses terres.

## UNESCO
Afin d'inclure le parc national de Hirkan et les forêts de la Caspienne hyrcanienne (hirkan) respectivement dans la liste du patrimoine mondial de l'UNESCO du patrimoine culturel et naturel et dans le programme des réserves de biosphère, des documents étayés du point de vue scientifique ont été préparés et présentés au Secrétariat de l'UNESCO.
Les sites « Dangyaband » et « vallée d'İstisuchay » du parc sont inscrits en septembre 2023 sur la liste du patrimoine mondial comme composantes du bien « forêts hyrcaniennes ».

## Galerie

Vue du parc national d'Hirkan
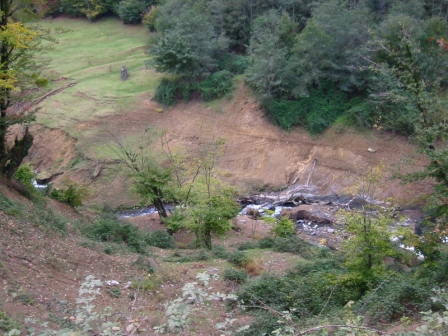
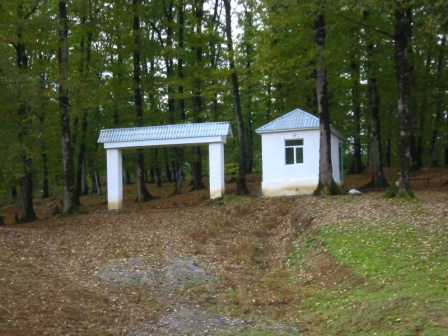
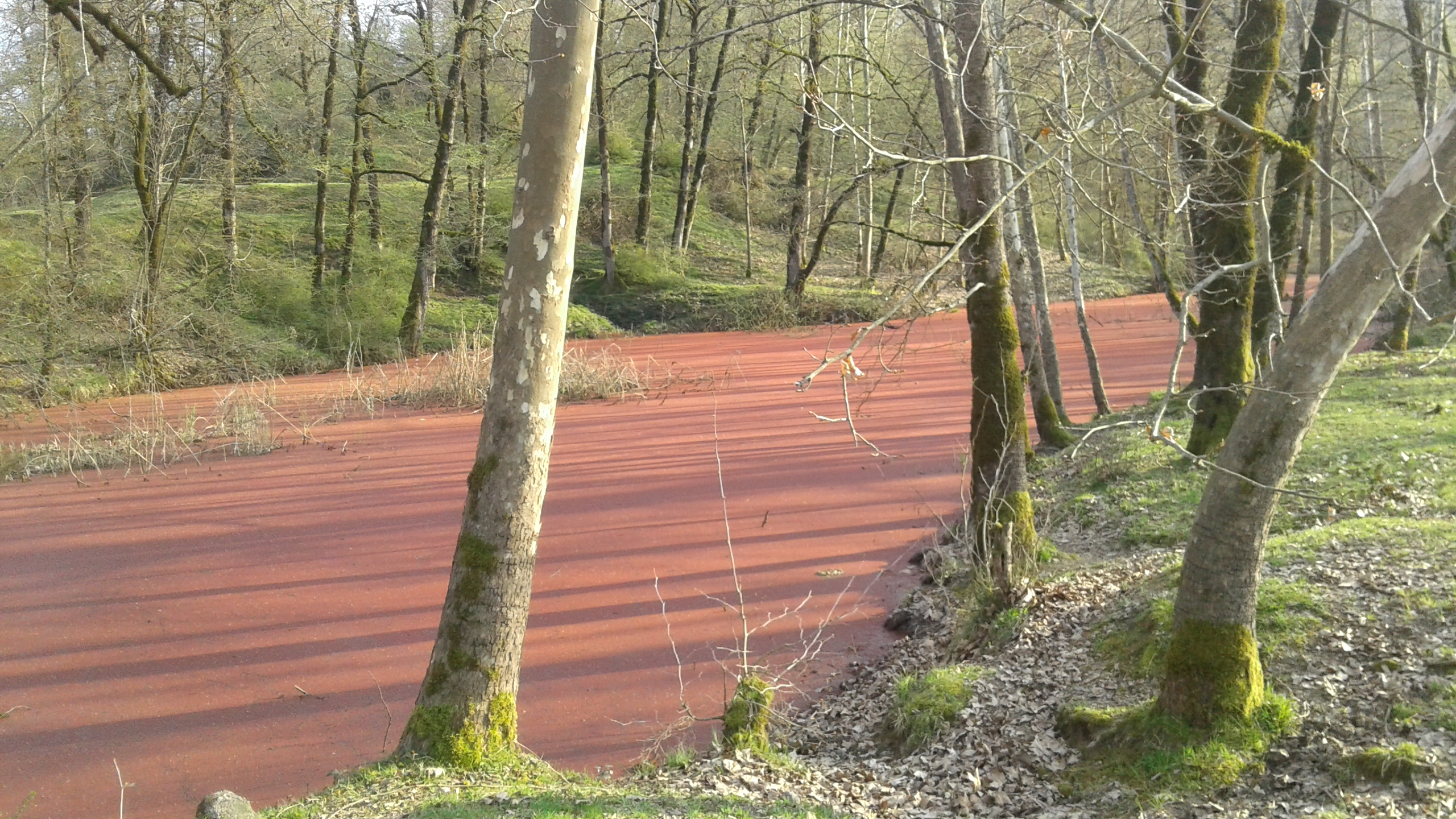
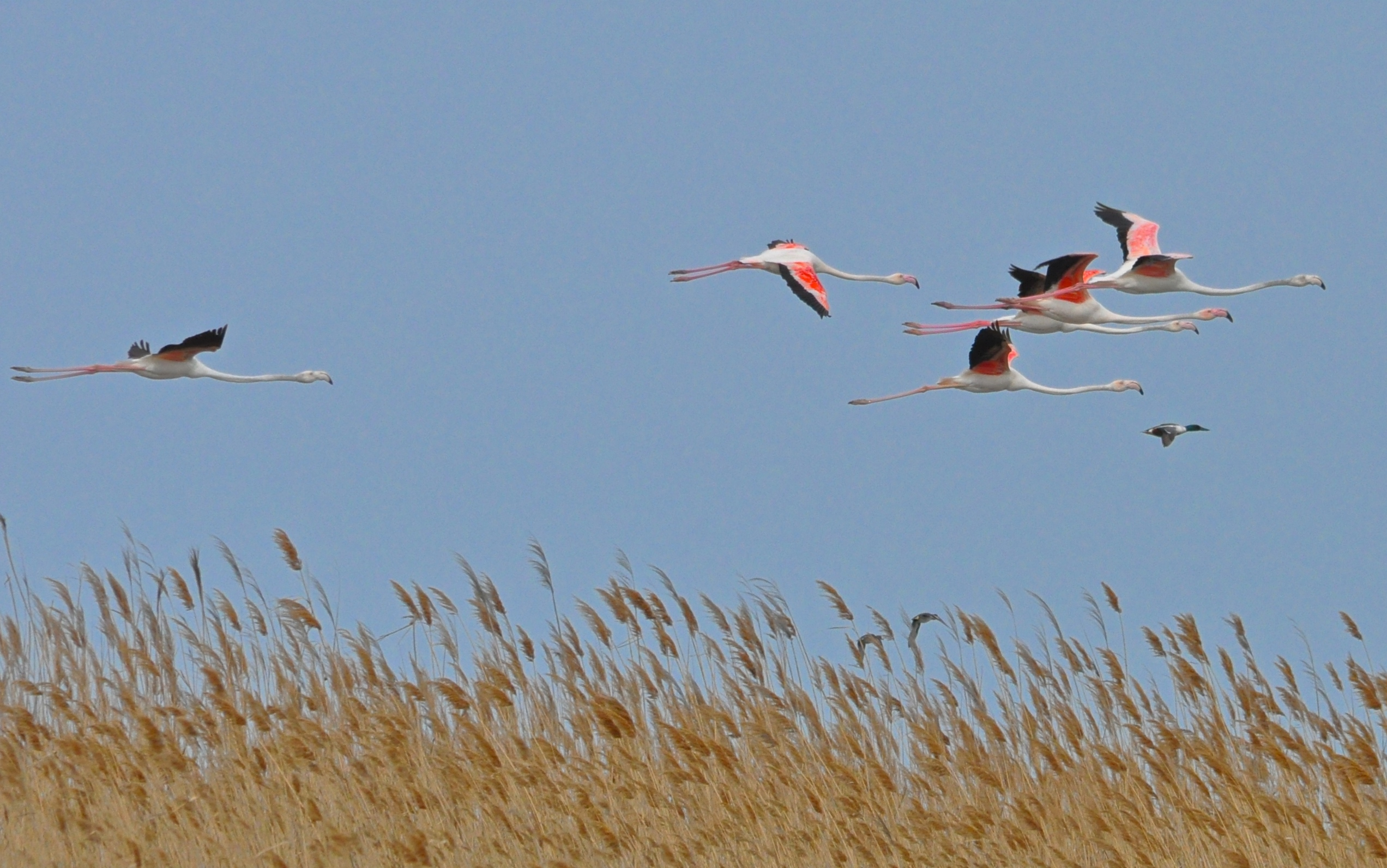
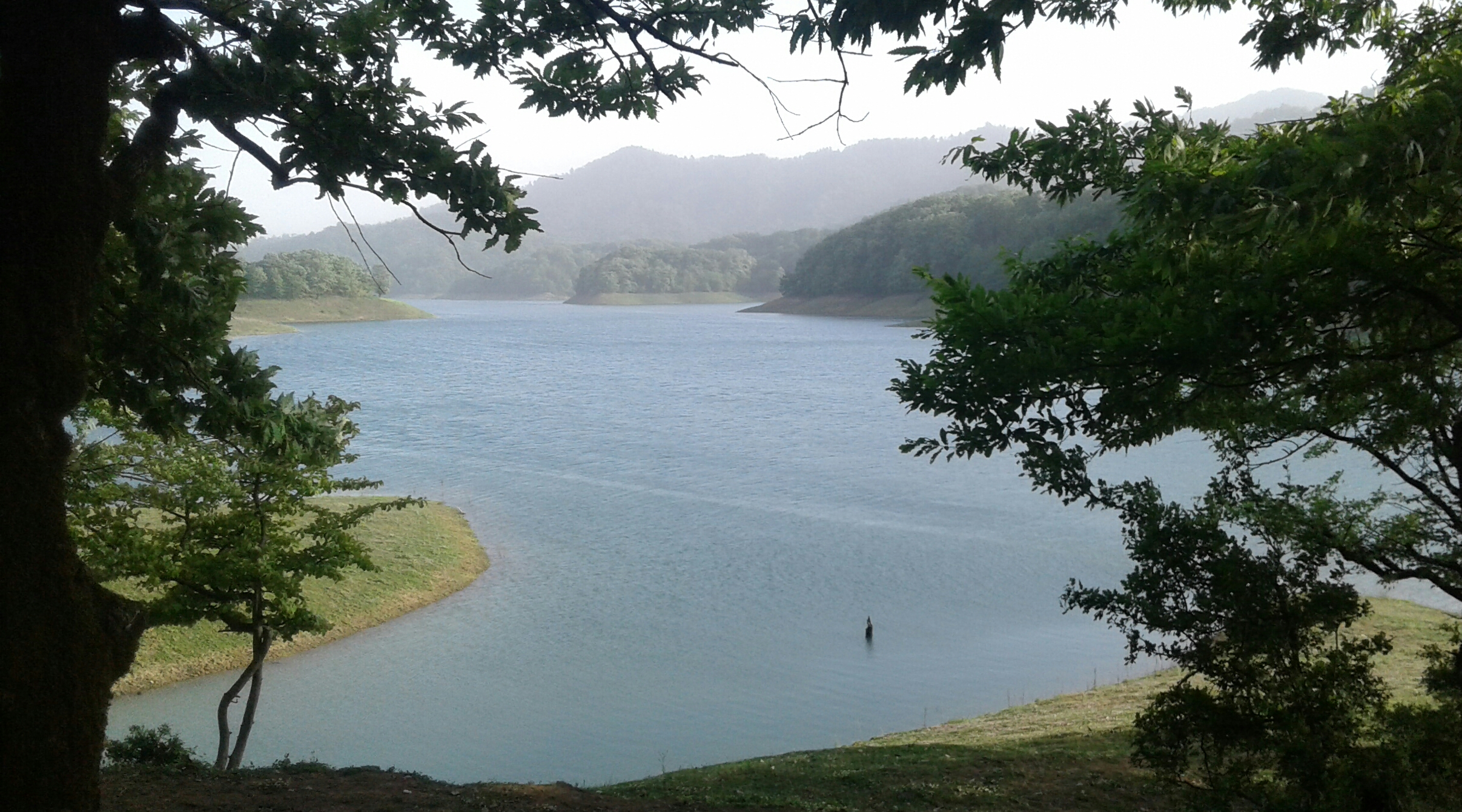
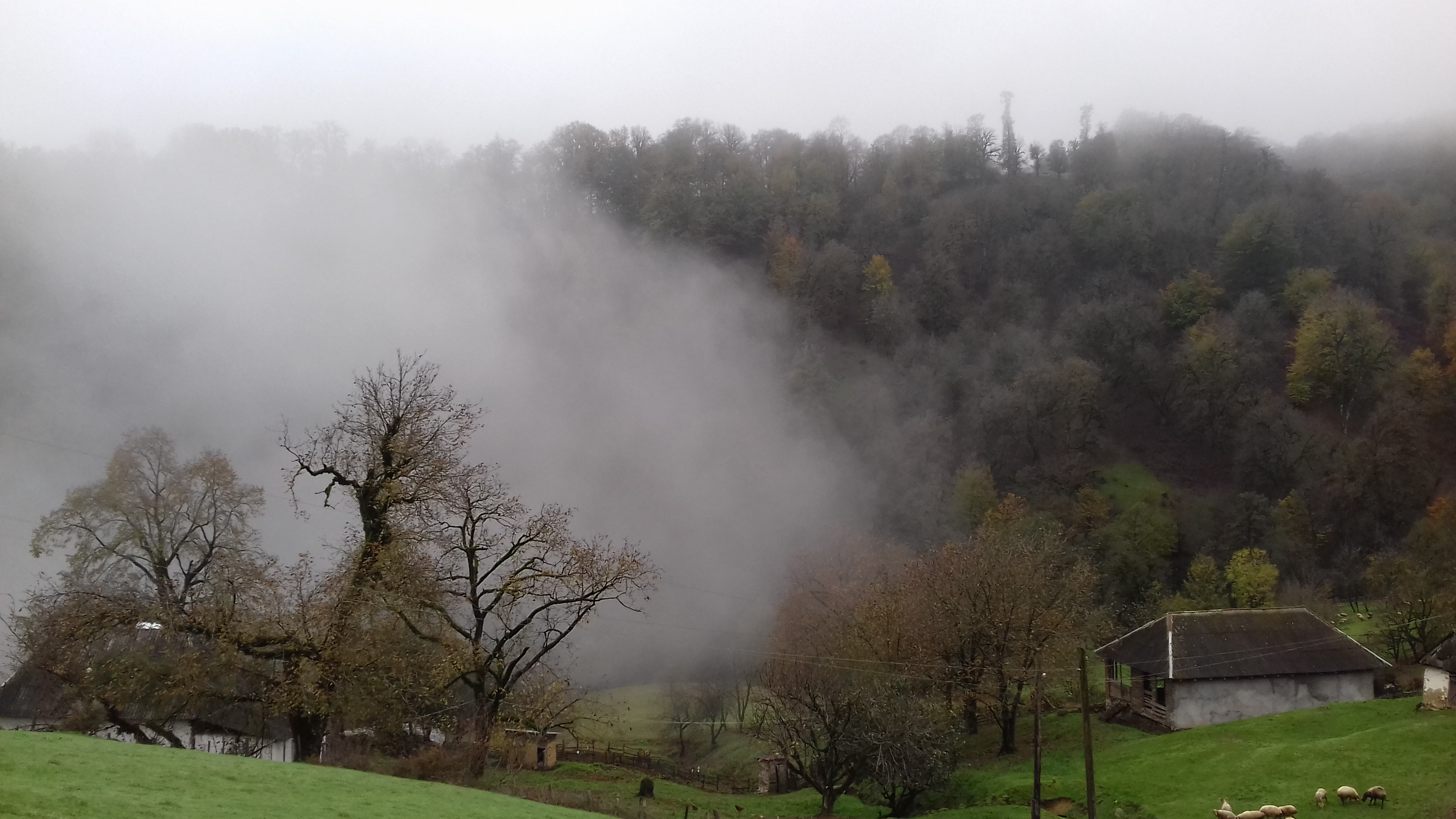
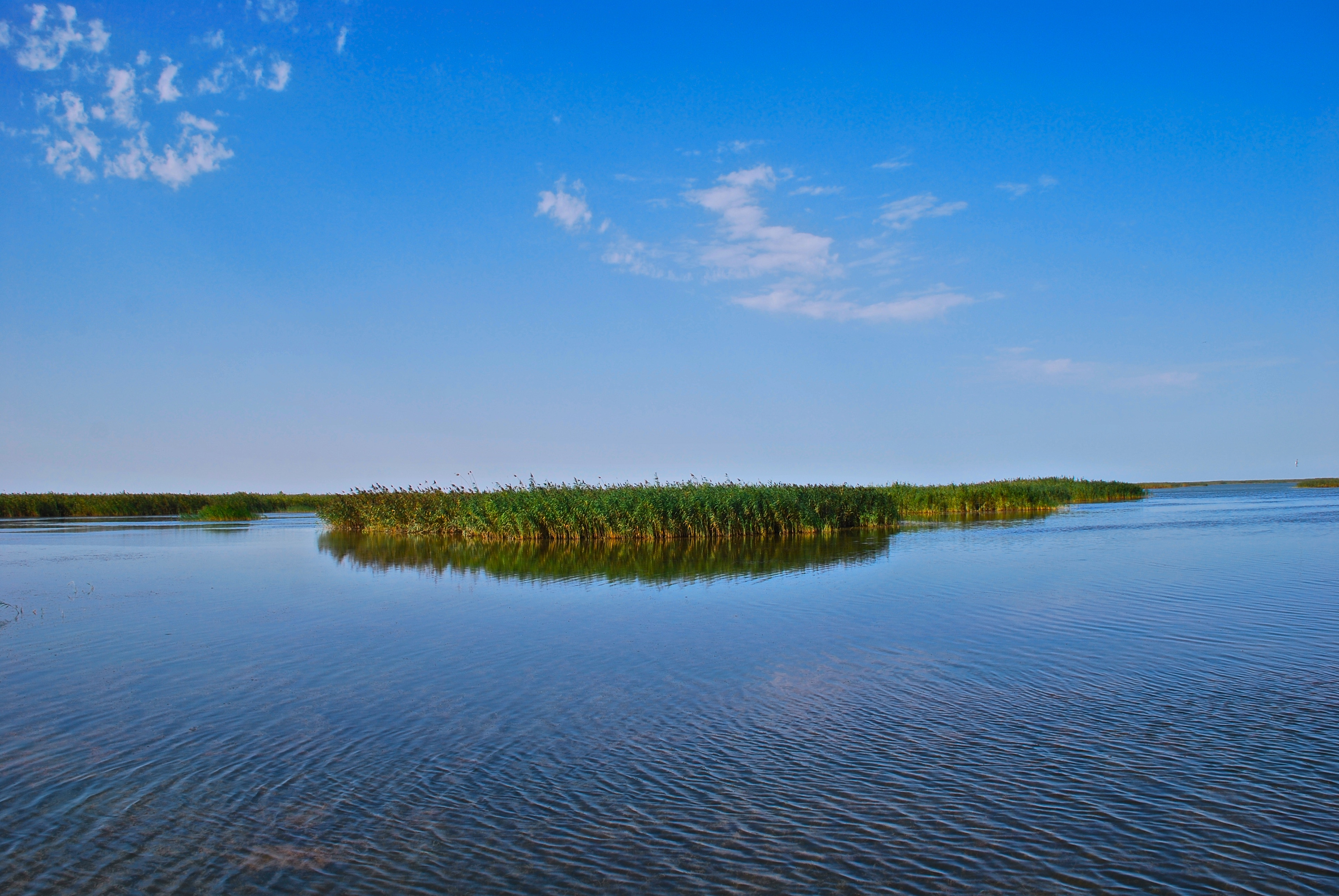
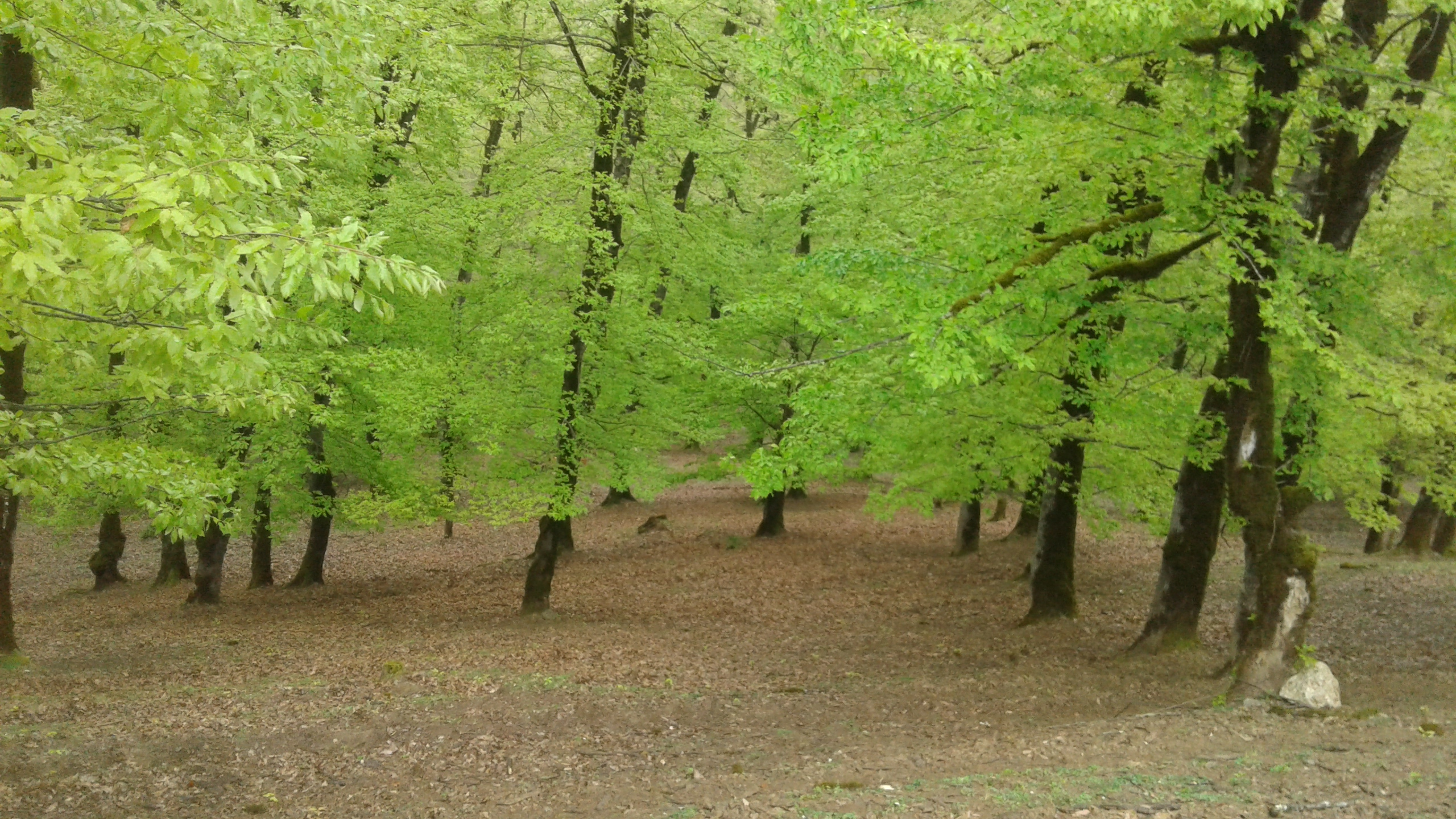
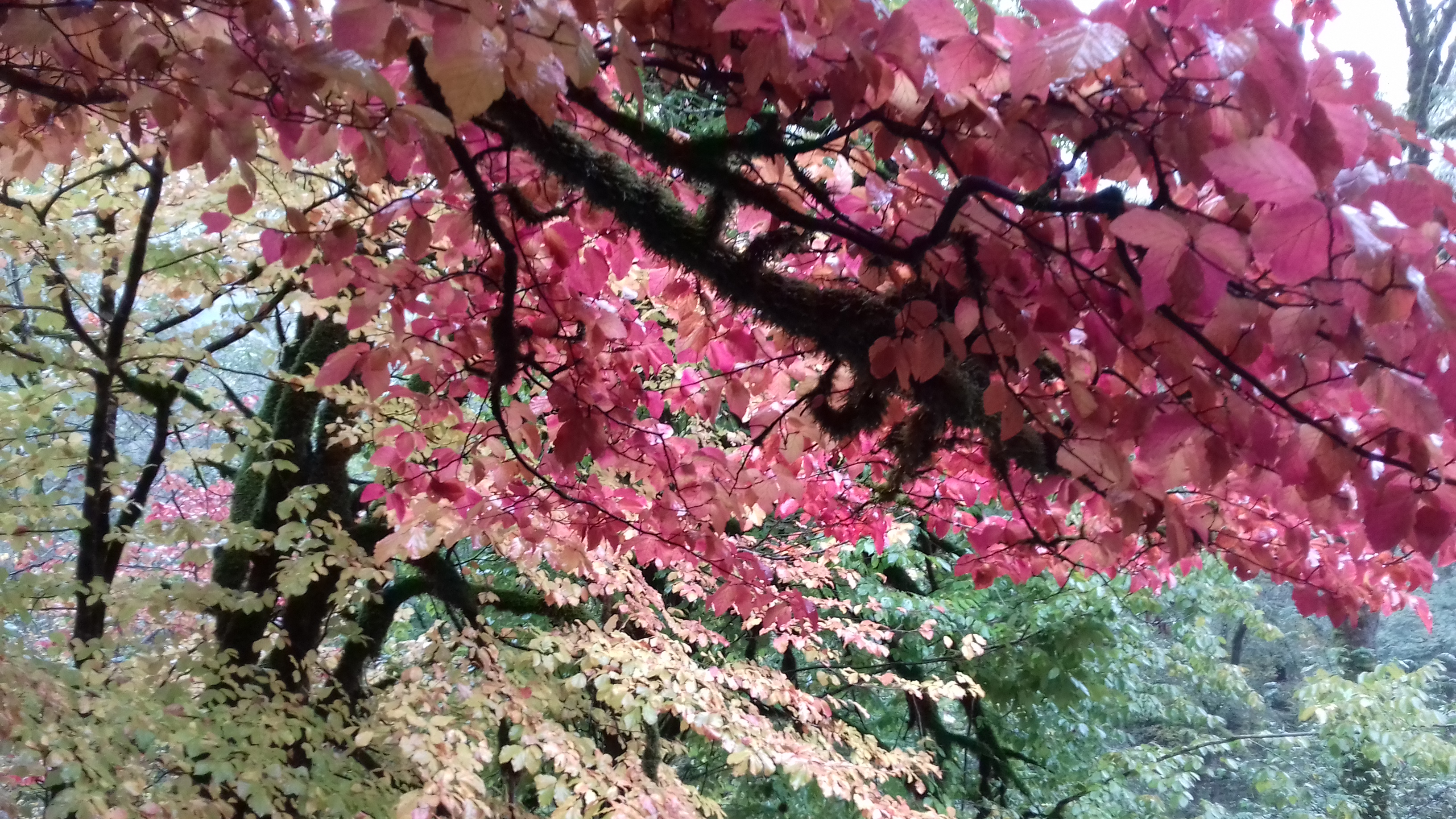